# Église Saint-Laurent de Sailhan
L'église Saint-Laurent de Sailhan est une église catholique du XIXe siècle située à Sailhan, dans le département français des Hautes-Pyrénées en France.

## Localisation
L'église Saint-Laurent est située au centre du village en face de la mairie au bord de la route départementale D 116

## Historique
L'ancienne église occupait l'angle ouest du cimetière actuel. D'origine romane, elle était constituée d'une nef voûtée en plein cintre prolongé par une abside semi-circulaire, une chapelle et une annexe flanquaient son côté ouest. Au XIXe siècle la croissance de la population rendait l'église trop étroite   
et devenait vétuste donc l'église fut détruite en 1885.

Début 1896 voit la construction de l'église actuelle de type gothique, bénie en novembre 1898.

## Architecture
Le nouveau plan de l'église d'une nef bordée par des collatéraux voûtes d'ogives, et d'un chœur terminé par deux sacristies. L'église est de style néo-gothique, marqué par des voûtes d'ogives, une rosace en façade et un clocher élancé. Néanmoins, l'église a conservé le tympan à chrisme de l'église primitive.

À l'intérieur l'église abrite une sculpture en bois du XVe siècle, l'Education de la Vierge.

## Galerie

Sélection de vues diverses
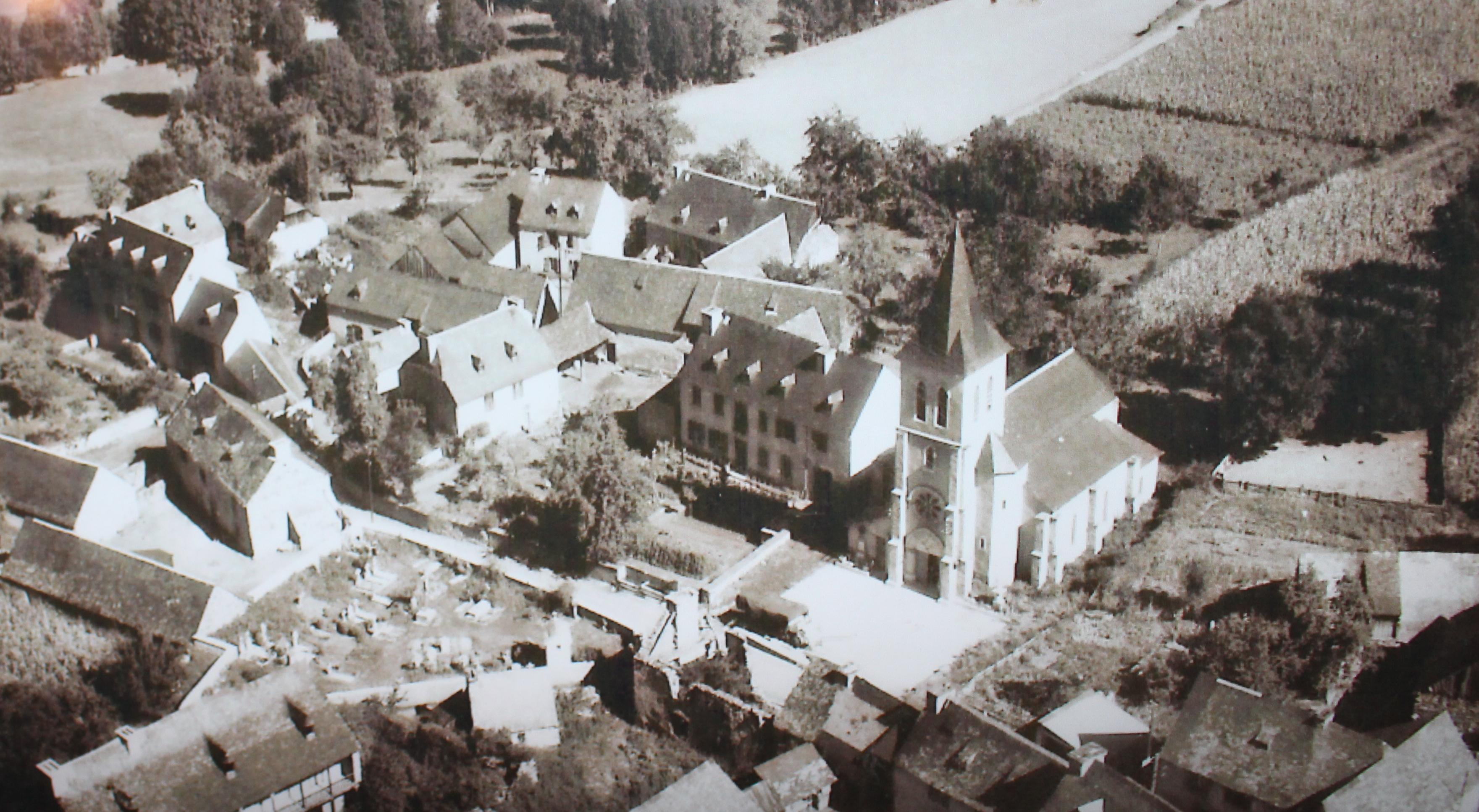
l'église en 1960
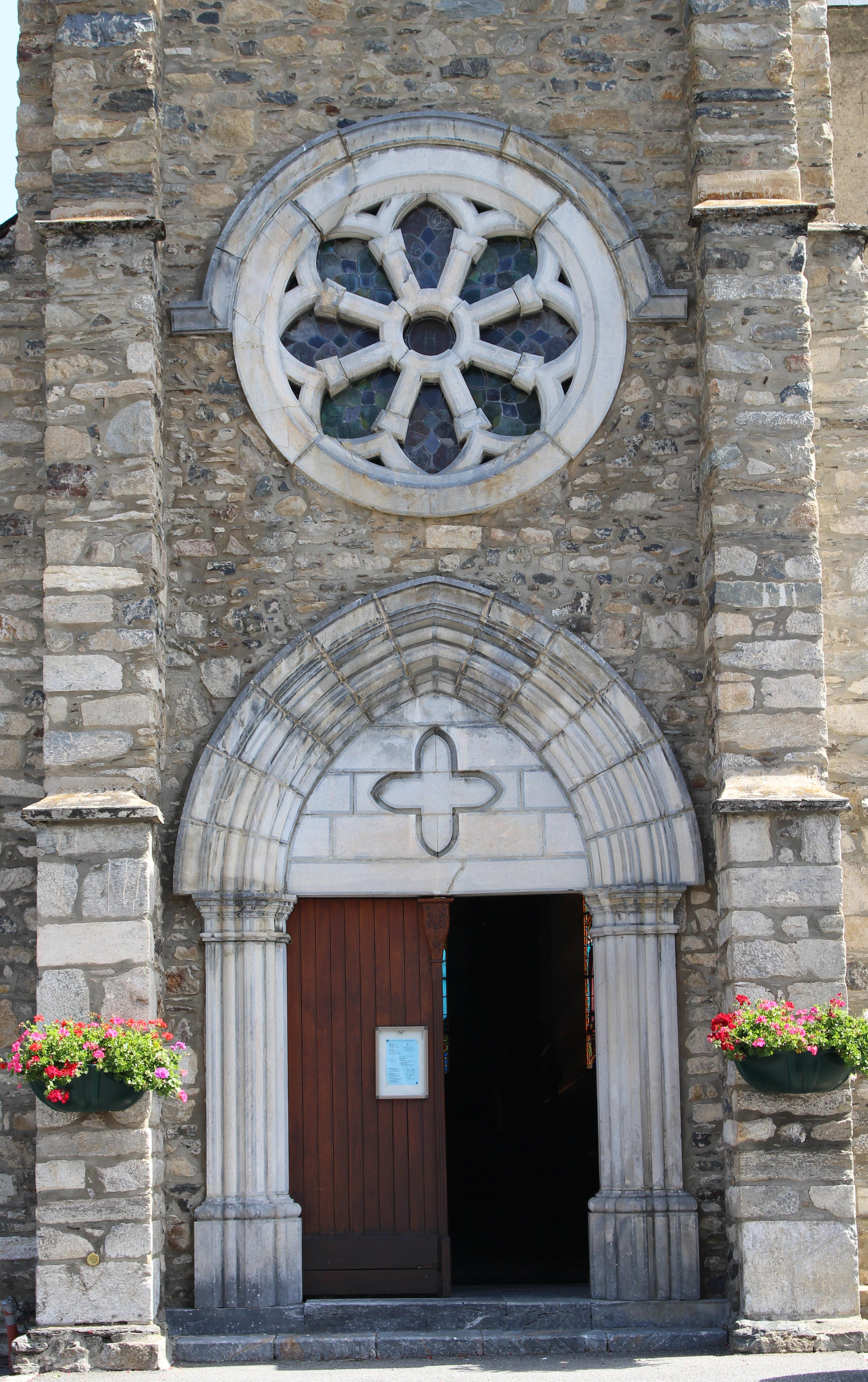
rosace
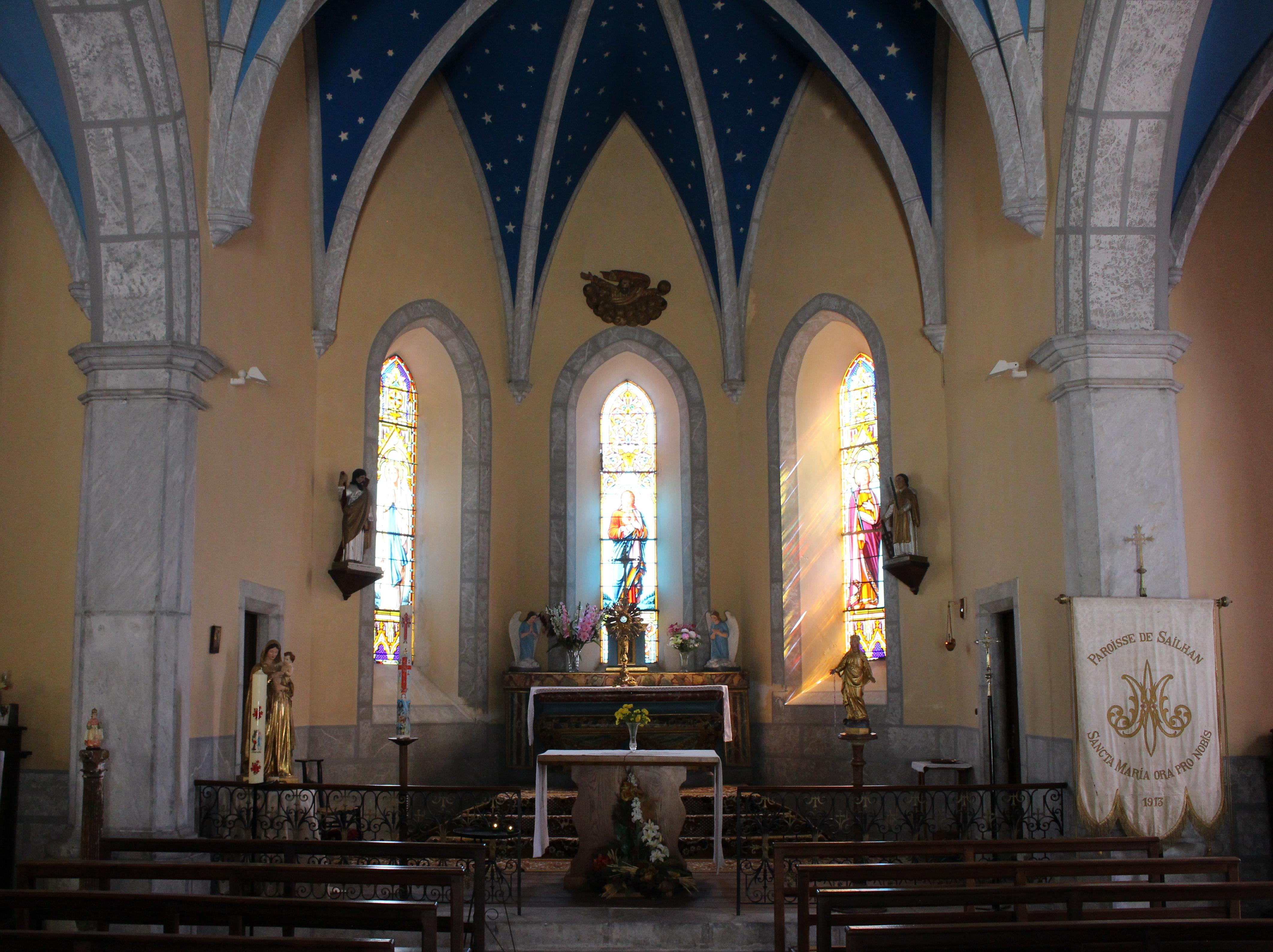
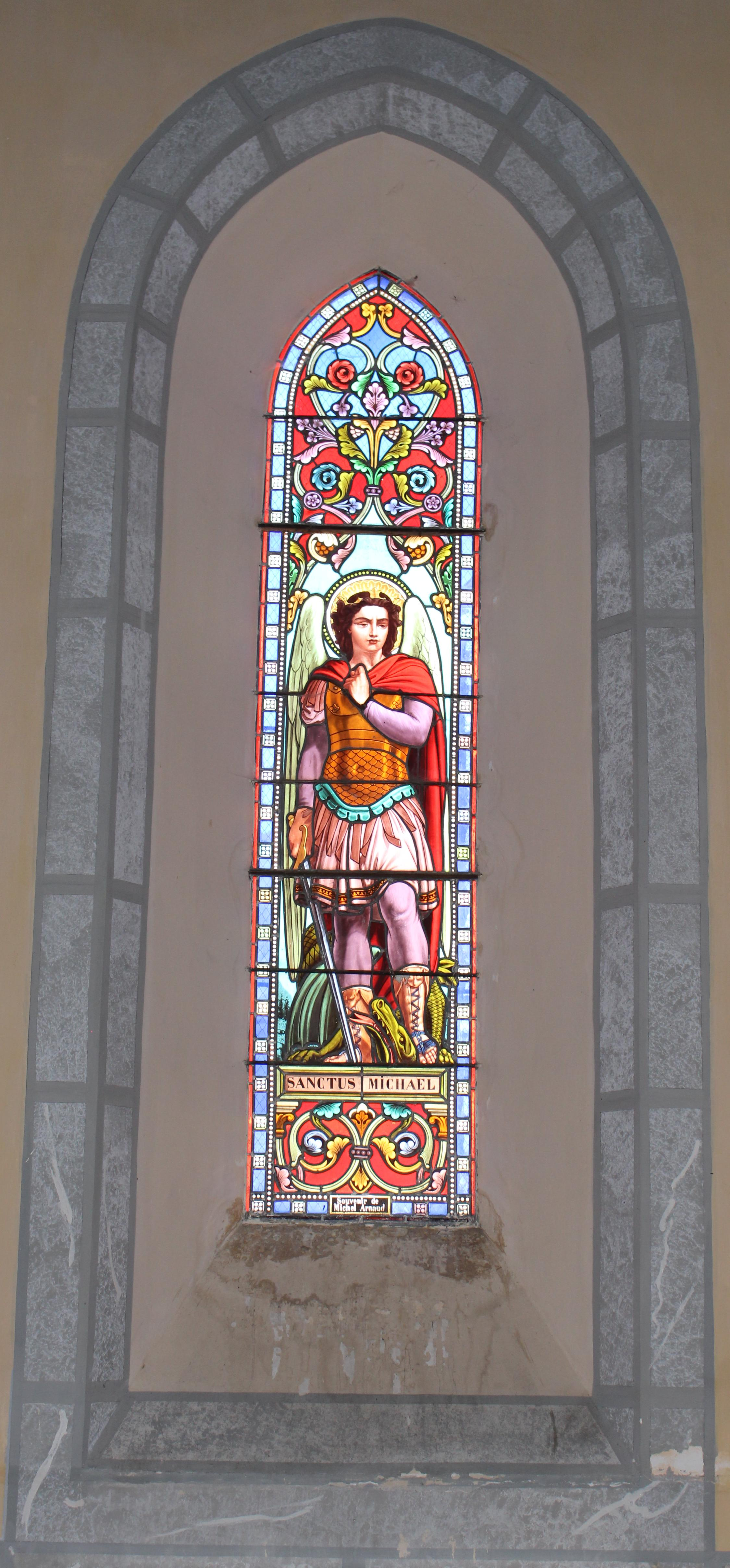
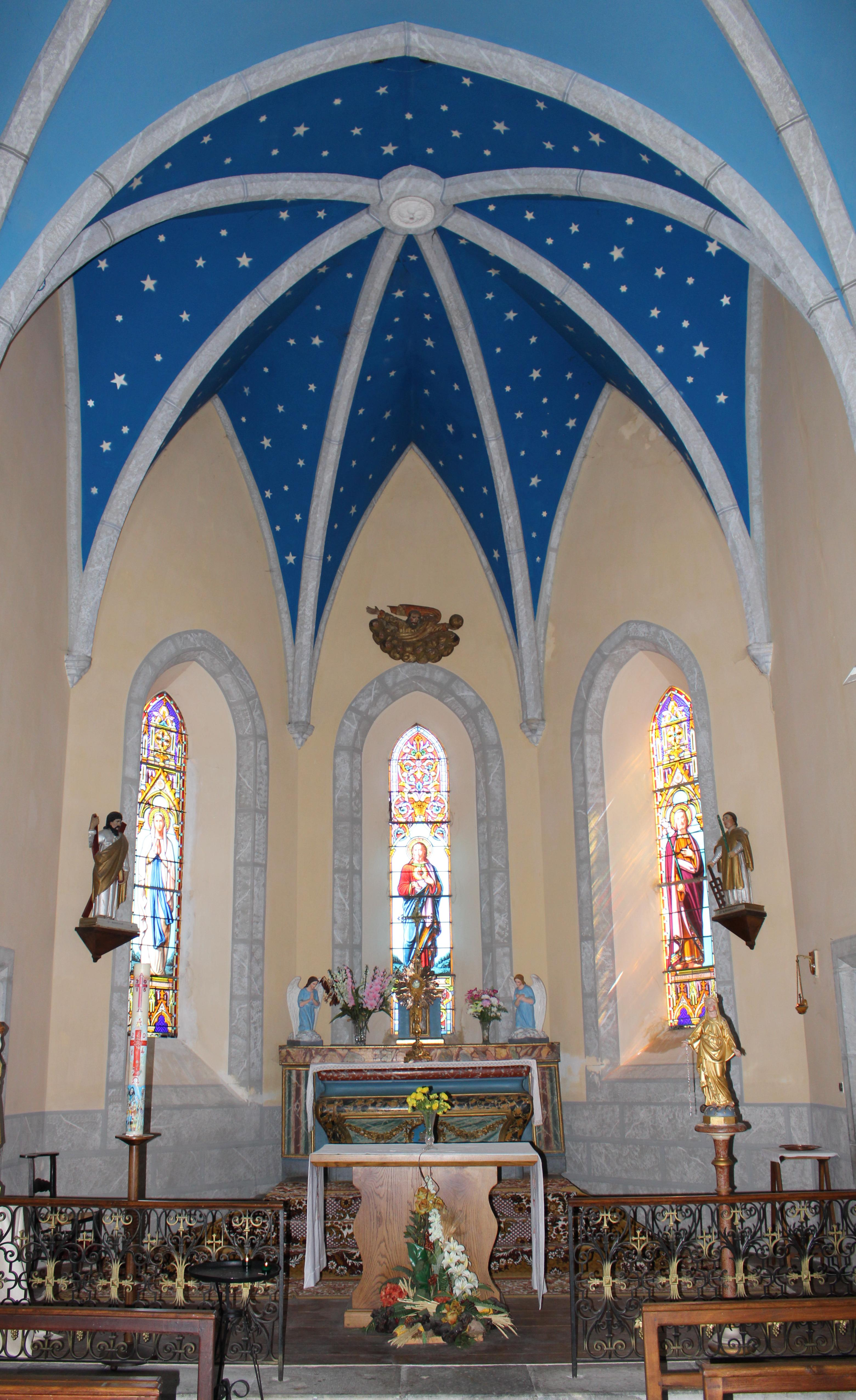
maître-autel